# Cláudia Cruz
Cláudia Cordeiro Cruz (Rio de Janeiro, 19 de junho de 1967) é uma jornalista brasileira. Trabalhou na Rede Globo nos anos 1990, onde foi âncora do Fantástico e Jornal Hoje, e dos jornais Bom Dia Rio e RJTV. Cláudia é casada com o político Eduardo Cunha, ex-presidente da Câmara dos Deputados, com quem tem uma filha e três enteados.

## Carreira
Formou-se em jornalismo, pela Faculdades Integradas Hélio Alonso, egressa da TV Educativa do Rio de Janeiro, foi de 1989 a 2001 apresentadora da Rede Globo, a cargo dos telejornais Bom Dia Rio entre 1989 e 1991; Jornal Hoje eventualmente entre 1991 e 1999, sendo fixa desse mesmo telejornal entre 1992 e 1994;  e o RJTV entre 1989 e 2001. Cláudia também apresentou os programas Globo Comunidade, Jornal da Globo e Fantástico.
Em agosto de 2002, Cláudia foi para a Rede Record ancorar a segunda edição do Jornal da Record, um concorrente direto do Jornal da Globo, que era ancorado por Ana Paula Padrão. Posteriormente foi substituída por Paulo Henrique Amorim, devido a baixa audiência e rejeição do público de São Paulo, de onde era produzido o jornalístico e não aceitava o estilo da apresentadora que era de um estilo carioca que vinha herdado da Bandeirantes do Rio, TV Educativa do Rio de Janeiro e a Rede Globo, também do Rio de Janeiro, ao contrário da Rede Record, cuja sede é em São Paulo. Cláudia deixou a emissora em abril de 2003, após receber um convite para apresentar o jornal Informe Rio (hoje extinto, clone do RJTV). Atualmente se dedica as artes plásticas.
Cláudia, além de ter sido âncoras de diversos programas da Rede Globo, foi a voz da companhia de telefonia TELERJ, onde conheceu seu atual marido e participou em uma ponta não creditada no filme Meu Nome Não É Johnny numa cena em que apresenta o RJTV.
Cláudia é sócia do marido em algumas empresas, dentre elas a Jesus.com e C3 produções. A C3 esteve envolvida em processo judicial contra a Rede Globo. O motivo foi a utilização da empresa para contratação da jornalista, representação judicial, e gerenciamento dos direitos de imagem, para ocultar vínculo empregatício.

## Operação Lava Jato
Em 9 de junho de 2016, Cláudia Cruz virou ré de um processo da Operação Lava Jato. O juiz Sergio Moro aceitou as denúncias do Ministério Público Federal (MPF) que diz que ela tinha plena consciência dos crimes que praticava e é a única controladora da conta em nome da offshore Köpek, na Suíça, por meio da qual pagou despesas de cartão de crédito no exterior em montante superior a 1 milhão de dólares num prazo de sete anos, entre 2008 e 2014.
Em entrevista ao Roberto Cabrini, Cláudia declarou que o que mais lhe incomodava na operação era ser tratada como fútil e mentirosa, alegando que seus gastos eram provenientes daquilo que acumulou com seu trabalho e que o dinheiro que abastece as contas do marido na Suíça é fruto de trabalho.
Em abril de 2017, o MPF pediu ao Moro condenação de Claudia Cruz e pena em regime fechado, pelos crimes de lavagem de dinheiro e evasão de divisas, no âmbito da Operação Lava Jato. Entretanto, foi absolvida pelo magistrado em maio do mesmo ano. Posteriormente, o MPF recorreu e ela foi condenada em 2ª instância, pelo Tribunal Regional  Federal da 4ª Região, pelo crime de evasão de divisas.

## Vida pessoal
Cláudia é casada com o político Eduardo Cunha com quem tem uma filha chamada Bárbara. Anteriormente foi casada com o jornalista Carlos Amorim, com que também teve uma filha.